# Camper John
Camper John è un film del 1973, diretto da Sean MacGregor. Il film è noto anche con i titoli Gentle Savage, Prologue to Wounded Knee, Once Upon a Tribe e Up Yours, Pilgrim!.